# Aunt Jemima

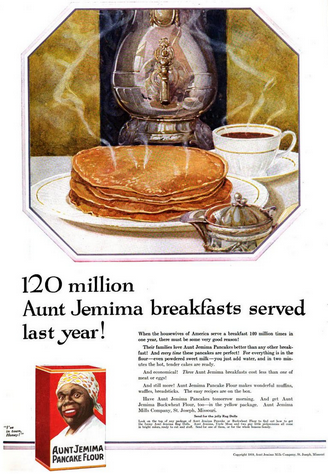
Pubblicità del 1919

Aunt Jemima è stato uno storico marchio di prodotti alimentari commercializzati negli Stati Uniti d'America. Nel 2021 è stato modificato in Pearl Milling Company.
È uno dei più antichi marchi registrati statunitensi, depositato nell'aprile 1937 da Quaker Oats. L'azienda è stata acquistata nel 2001 da PepsiCo.
Nel corso dei decenni diverse modelle afroamericane hanno interpretato il ruolo di Aunt Jemima, la prima delle quali Nancy Green.
In seguito alla morte di George Floyd Quaker Oats ha annunciato una modifica nel nome e nel logo dei prodotti che adoperano il marchio.

## Storia
Nel 1888, l'editore della St. Joseph Gazette Chris L. Rutt e il suo amico Charles G. Underwood acquistarono un piccolo mulino al 214 North 2nd St. a St. Joseph, Missouri. La "Pearl Milling Company" di Rutt e Underwood produceva una gamma di prodotti macinati (come farina di frumento e farina di mais) utilizzando un processo di macinazione delle perle. Dopo un anno di sperimentazione iniziarono a vendere la loro farina in eccesso in sacchetti di carta con l'etichetta generica "Self-Lieviting Pancake Flour" (in seguito soprannominata "la prima miscela pronta").

### Branding e marchio
Per distinguere il loro mix di frittelle, alla fine del 1889 Rutt si appropriò del nome e dell'immagine di Aunt Jemima da manifesti litografati visti in una casa di vaudeville a St. Joseph, nel Missouri.
Nel 1915, il marchio Aunt Jemima è stato la base per una sentenza sulla legge sui marchi che ha stabilito un nuovo precedente. In precedenza, la legge sui marchi degli Stati Uniti proteggeva dalla violazione da parte di altri venditori dello stesso prodotto, ma in base alla "Dottrina Aunt Jemima", il venditore di preparati per pancake era anche protetto contro la violazione da parte di un venditore di un prodotto diverso ma molto vicino: lo sciroppo per pancake.

### Logo

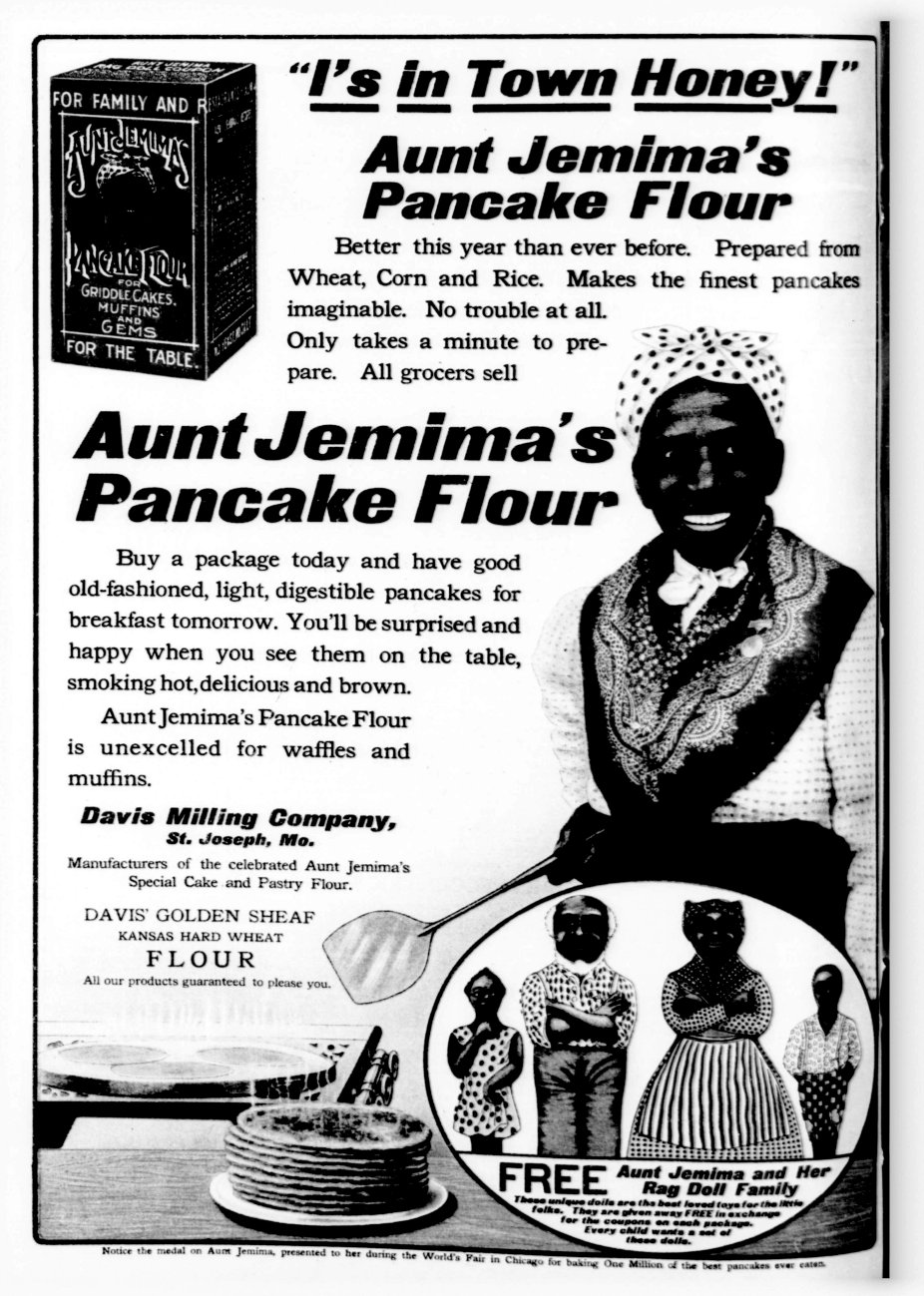
Annuncio del 1909 che mostra un'attrice non identificata come Aunt Jemima e la promozione della famiglia di bambole di pezza

La prima pubblicità era basata su una parodia del vaudeville, e rimase una caricatura per molti anni.
Quaker Oats commissionò a Haddon Sundblom, un artista commerciale di fama nazionale, di dipingere un ritratto di un'attrice obesa di nome Anna Robinson, e la confezione di Aunt Jemima fu ridisegnata intorno alla nuova somiglianza.

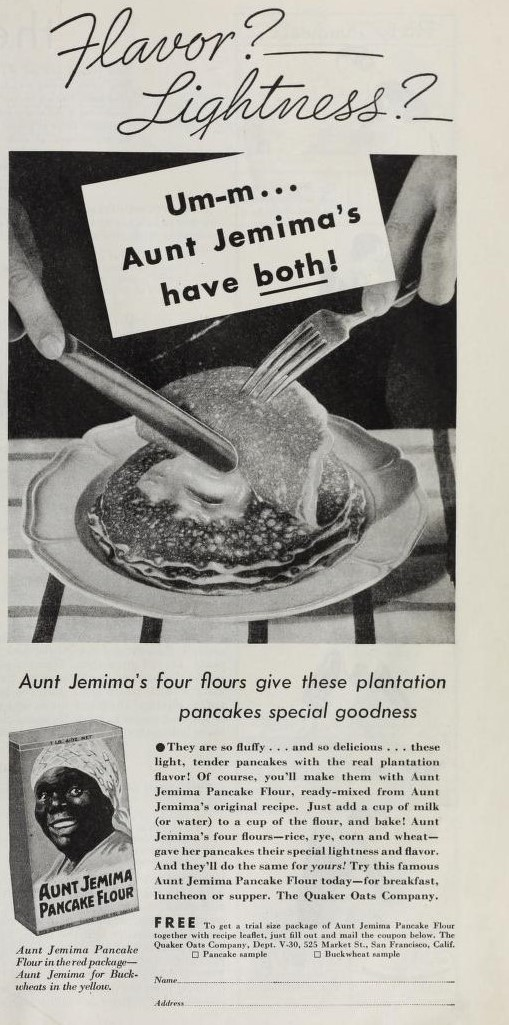
Pubblicità della rivista Quaker Oats nel 1935 per il preparato per pancake Aunt Jemima, con Anna Robinson nei panni di Aunt Jemima

Anche James J. Jaffee, un artista freelance del Bronx, New York, ha anche disegnato una delle immagini di Aunt Jemima utilizzate da Quaker Oats per commercializzare il prodotto fino alla metà del XX secolo.
Proprio come la formula del mix è cambiata più volte nel corso degli anni, così ha fatto l'immagine di Aunt Jemima. Nel 1968, il volto di Aunt Jemima divenne una creazione composita. Era dimagrita rispetto al suo aspetto precedente, raffigurando un aspetto più "snello", indossando un colletto bianco e una "fascia" con stampa geometrica che ricordava ancora il suo fazzoletto precedente. 
Nel 1989, in occasione del 100º anniversario del marchio, la sua immagine è stata nuovamente aggiornata, rimuovendo tutto il copricapo, rivelando capelli ondulati e striati di grigio, orecchini di perle bordati d'oro e sostituendo il suo semplice colletto bianco con pizzo. All'epoca, l'immagine rivista è stata descritta come un passaggio verso una rappresentazione più "sofisticata", con Quaker che ha commercializzato il cambiamento come un "aspetto più contemporaneo" che è rimasto sui prodotti fino all'inizio del 2021.

## Il personaggio di Aunt Jemima

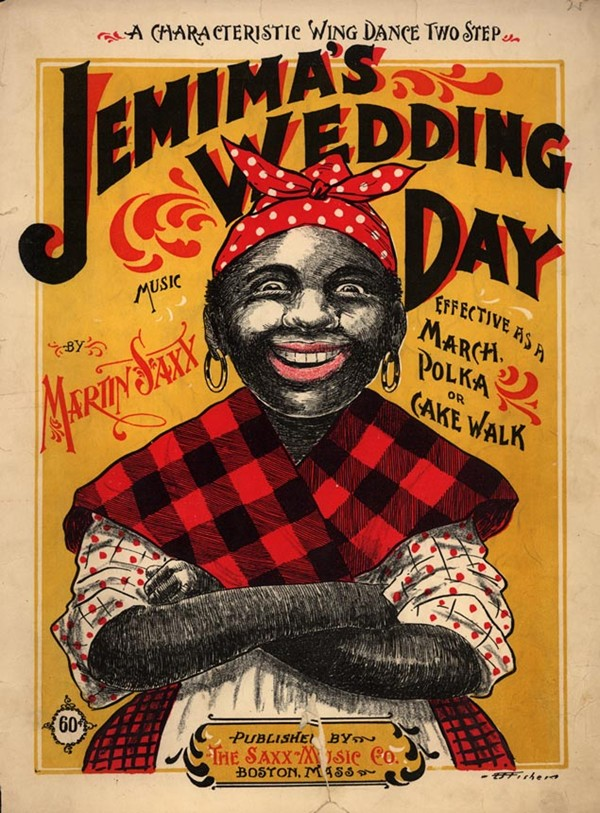
Personaggio di "Jemima" sulla copertina di uno spartito di cakewalk del 1899

Aunt Jemima è basata sull'archetipo comune della schiava "Mammy", una donna nera grassoccia che indossa un velo ed è una serva devota e sottomessa.  La sua pelle è scura e rugiadosa, con un sorriso bianco perla. Sebbene le raffigurazioni varino nel tempo, sono simili all'abbigliamento comune e alle caratteristiche fisiche dei personaggi "mammy" nel corso della storia americana.
Il termine "aunt" e "uncle" ("zia e zio") in questo contesto era una forma meridionale di rivolgersi ai popoli schiavi più anziani. A loro è stato negato l'uso di titoli onorifici inglesi, come "mistress" e "mister".
Un'immagine britannica nella Biblioteca del Congresso, che potrebbe essere stata creata già nel 1847, mostra una donna nera sorridente di nome "Miss Jim-Ima Crow", con un'immagine incorniciata di "James Crow" sul muro dietro di lei. Un personaggio chiamato "Aunt Jemima" apparve sul palcoscenico di Washington, D.C., già nel 1864. L'ispirazione di Rutt per Aunt Jemima fu la canzone di Billy Kersands Old Aunt Jemima, scritta nel 1875. Secondo quanto riferito, Rutt vide uno spettacolo di menestrelli con la canzone Old Aunt Jemima nell'autunno del 1889, presentata da artisti blackface identificati da Arthur F. Marquette come "Baker & Farrell". Marquette racconta che l'attore che interpretava Aunt Jemima indossava un grembiule e un fazzoletto.
Tuttavia, Doris Witt dell'Università dello Iowa non è stata in grado di confermare il racconto di Marquette. Witt suggerisce che Rutt potrebbe aver assistito a una performance dell'artista di vaudeville Pete F. Baker, che interpretava personaggi descritti nei giornali di quell'epoca come "Ludwig" e "Aunt Jemima". La sua interpretazione del personaggio di Aunt Jemima potrebbe essere stata quella di un maschio bianco in blackface, che finge di essere un immigrato tedesco, imitando un menestrello nero che parodia un'immaginaria cuoca nera schiava.